# A férfi gerelyhajítás világrekordjának fejlődése
A férfi gerelyhajítás első világrekordját 1912-ben hitelesítette a Nemzetközi Atlétikai Szövetség.
Eddig összesen 46 világrekordot állítottak fel. Kétszer változtattak a gerelyen, mivel túl nagyok voltak már az eredmények és veszélybe került a versenyszám stadionokban való megrendezése. 1986-ban és 1991-ben tehát rövidültek a világcsúcsok.

## A rekord fejlődése
| Eredmény | Atléta                 | Dátum                | Helyszín                      |
| -------- | ---------------------- | -------------------- | ----------------------------- |
| 62,32    | Eric Lemming (SWE)     | 1912. szeptember 29. | Stockholm, Svédország         |
| 66,10    | Jonni Myyrä (FIN)      | 1919. augusztus 25.  | Stockholm, Svédország         |
| 66,62    | Gunnar Lindström (SWE) | 1924. október 12.    | Eksjö, Svédország             |
| 69,88    | Eino Penttilä (FIN)    | 1927. október 8.     | Viipuri, Finnország           |
| 71,01    | Erik Lundqvist (SWE)   | 1928. augusztus 15.  | Stockholm, Svédország         |
| 71,57    | Matti Järvinen (FIN)   | 1930. augusztus 8.   | Viipuri, Finnország           |
| 71,70    | Matti Järvinen (FIN)   | 1930. augusztus 17.  | Tampere, Finnország           |
| 71,88    | Matti Järvinen (FIN)   | 1930. augusztus 31.  | Vaasa, Finnország             |
| 72,93    | Matti Järvinen (FIN)   | 1930. szeptember 14. | Viipuri, Finnország           |
| 74,02    | Matti Järvinen (FIN)   | 1932. június 27.     | Turku, Finnország             |
| 74,28    | Matti Järvinen (FIN)   | 1933. május 25.      | Mikkeli, Finnország           |
| 74,61    | Matti Järvinen (FIN)   | 1933. június 7.      | Vaasa, Finnország             |
| 76,10    | Matti Järvinen (FIN)   | 1933. június 15.     | Helsinki, Finnország          |
| 76,66    | Matti Järvinen (FIN)   | 1934. szeptember 7.  | Torino, Olaszország           |
| 77,23    | Matti Järvinen (FIN)   | 1936. június 18.     | Helsinki, Finnország          |
| 77,87    | Yrjö Nikkanen (FIN)    | 1938. augusztus 25.  | Karhula, Finnország           |
| 78,70    | Yrjö Nikkanen (FIN)    | 1938. október 16.    | Kotka, Finnország             |
| 80,41    | Bud Held (USA)         | 1953. augusztus 8.   | Pasadena, Egyesült Államok    |
| 81,75    | Bud Held (USA)         | 1955. május 21.      | Modesto, Egyesült Államok     |
| 83,56    | Soini Nikkinen (FIN)   | 1956. június 24.     | Kuhmoinen, Finnország         |
| 83,66    | Janusz Sidło (POL)     | 1956. június 30.     | Milánó, Olaszország           |
| 85,71    | Egil Danielsen (NOR)   | 1956. november 26.   | Melbourne, Ausztrália         |
| 86,04    | Albert Cantello (USA)  | 1959. június 5.      | Compton, Egyesült Államok     |
| 86,74    | Carlo Lievore (ITA)    | 1961. június 1.      | Milánó, Olaszország           |
| 87,12    | Terje Pedersen (NOR)   | 1964. július 1.      | Oslo, Norvégia                |
| 91,72    | Terje Pedersen (NOR)   | 1964. szeptember 2.  | Oslo, Norvégia                |
| 91,98    | Jānis Lūsis (URS)      | 1968. június 23.     | Saarijärvi, Finnország        |
| 92,70    | Jorma Kinnunen (FIN)   | 1969. június 18.     | Tampere, Finnország           |
| 93,80    | Jānis Lūsis (URS)      | 1972. július 6.      | Stockholm, Svédország         |
| 94,08    | Klaus Wolfermann (FRG) | 1973. május 5.       | Leverkusen, NSZK              |
| 94,58    | Németh Miklós (HUN)    | 1976. július 25.     | Montréal, Kanada              |
| 96,72    | Paragi Ferenc (HUN)    | 1980. április 23.    | Tata, Magyarország            |
| 99,72    | Tom Petranoff (USA)    | 1983. május 15.      | Los Angeles, Egyesült Államok |
| 104,80   | Uwe Hohn (GDR)         | 1984. július 20.     | Berlin, NDK                   |

Az 1986-os szabályváltoztatás után:
| Eredmény | Atléta                 | Dátum                | Helyszín                 |
| -------- | ---------------------- | -------------------- | ------------------------ |
| 85,74    | Klaus Tafelmeier (FRG) | 1986. szeptember 21. | Como, Olaszország        |
| 87,66    | Jan Železný (TCH)      | 1987. május 31.      | Nyitra, Csehszlovákia    |
| 89,10    | Patrik Bodén (SWE)     | 1990. március 24.    | Austin, Egyesült Államok |
| 89,58    | Steve Backley (GBR)    | 1990. július 2.      | Stockholm, Svédország    |
| 89,66    | Jan Železný (TCH)      | 1990. július 14.     | Oslo, Norvégia           |
| 90,98    | Steve Backley (GBR)    | 1990. július 20.     | London, Anglia           |
| 91,98    | Seppo Räty (FIN)       | 1991. május 6.       | Sizuoka, Japán           |
| 96,96    | Seppo Räty (FIN)       | 1991. június 2.      | Punkalaidun, Finnország  |

Az 1991-es gerely-átalakítás után:
| Eredmény | Atléta              | Dátum               | Helyszín                             |
| -------- | ------------------- | ------------------- | ------------------------------------ |
| 89,58    | Steve Backley (GBR) | 1990. július 2.     | Stockholm, Svédország                |
| 91,46    | Steve Backley (GBR) | 1992. január 25.    | North Shore City, Új-Zéland          |
| 95,54    | Jan Železný (CZE)   | 1993. április 6.    | Pietersburg, Dél-afrikai Köztársaság |
| 95,66    | Jan Železný (CZE)   | 1993. augusztus 29. | Sheffield, Egyesült Királyság        |
| 98,48    | Jan Železný (CZE)   | 1996. május 25.     | Jéna, Németország                    |